# Ommatius pretiosus
Ommatius pretiosus là một loài ruồi trong họ Asilidae. Ommatius pretiosus được Banks miêu tả năm 1911. Loài này phân bố ở vùng Tân Bắc giới.